# Сви градоначелникови људи
Сви градоначелникови људи (енгл. Spin City) је амерички телевизијски ситком који је емитован од 17. септембра 1996. године до 30. априла 2002. године на Еј-Би-Си-у. Творци серије су Гари Дејвид Голдберг и Бил Лоренс. Главну улогу глумио је Мајкл Џеј Фокс, градоначелника Њујорка Мајкла Флахерта, све до 2000. године, када је на крају четврте сезоне напустио серију због симптома Паркинсонове болести. Након његовог одласка, главну улогу преузео је Чарли Шин, који је у последње две сезоне глумио Чарлса Крофорда. Серија је отказана у мају 2002. године, након пада гледаности.

## Радња
Серија представља измишљену верзију локалне управе града Њујорка и прати градоначелника Рандала Винстона (Бари Боствик) и његово особље док они управљају градом, иако је главна одговорна особа заменик градоначелника Мајкл Флахерт (Мајкл Џеј Фокс). Он је талентован за свој посао, бави се спиновањем и општим хаосом, али није тако добар у управљању својим личним животом, који занемарује. Остали чланови особља градске скупштине и секретара за штампу су Пол Ласитер (Ричард Кајнд), манипулативна кукавица која има навику да ствара проблеме; шеф особља Стјуарт Бондек (Алан Рук), који себе сматра заводником и изразито мизогоничним; и шеф мањих послова Картер Хејвард (Мајкл Батман), геј црнац са самоубилачким псом Рагсом.
Картер Хејвард представља револуцију модерне телевизије. Орвил Лојд Даглас изјавио је: ,,Скоро сваки пут геј лик у серији је белац. У Северној Америци геј је једнак белини, а геј црнци расељени су због расе, пола и сексуалне оријентације." Картер је био добро прилагођен црнац који није био ни збуњен ни сукобљен због своје хомосексуалности. Упркос својим огромним личним разликама, Стјуарт и Картер заправо постају цимери и најбољи пријатељи.
Остали чланови особља су Џејмс Хоберт (Александар Чаплин), лаковеран писац; Мајклова секретарица Џанел Купер (Викторија Дилард) и рачуновођа Ники Фабер (Кони Бритон). Џанел касније постаје градоначелникова секретарица, а њено место заузима Стејси Патерно (Џенифер Еспозито) која се придружује серији као Мајклова секретарица. Заједно, ова група помаже при управљању градском скупштином, побољшава углед градоначелника и покрива његове честе грешке - док сређују њихове личне проблеме.
На почетку серије Макл излази са новинарком Ешли Шефер (Карла Гуџино). У раним промоцијама за серију, веза је приказана као главна претпоставка серије.
Картерова и Стјуартова веза постала је једна од водећих догађаја у серији. Њих двоје су постали веома блиски, а њихово пријатељство исмејавали су други (један црнац и један белац). Они су виртуални близанци у погледу личности. Стјуарт је обично врло заштитнички настројен према времену који проводи са Картером, иде тако далеко да је заиста љубоморан када Картер проводи више времена са новим менаџером кампање Кејтлин (Хедер Локлир). Упркос свим шалама, показали су се да су најбољи пријатељи спремни да учине све једно за друго. Ово се такође сматрало важним тренутком у историји телевизије, а Доуглас је изјавио: „Свиђа ми се чињеница да су аутори Сви градоначелникови људи приказали да геј и хетеросексуални мушкарци могу бити пријатељи."

### Касније године
Године 1998. Мајкл Џеј Фокс објавио је да има Паркинсонову болест. Како би му помогли и смањили обим његовог посла, на почетку сезоне 1999-2000., представили су нови лик, Кејтлин Мур (Локлир). Она је менаџер кампање градоначелника Винстона који је одлучио да се кандидује за сенатора. Мајкл и Кејтлин су се посвађали око тога ко је задужен за градоначелника. 
Како су се његови симптоми погоршали, 2000. године, Фокс је објавио да напушта серију на крају сезоне како би провео више времена са породицом. Његов лик је напустио градску скупштину на крају четврте сезоне, преузимајући кривицу за наводну везу мафије коју је градоначелник несвесно имао. У последњој епизоди четврте сезоне откривено је да се његов лик преселио у Вашингтон, постаје лобиста за заштиту животне средине и тамо упознаје младог сенатора Алекса П. Китона. Извршни продуцент, Бил Лоренс, је такође напустио серију, заједно са неколико продуцената.
Пета сезона серије пресељења је из Њујорка у Лос Анђелес. Серији се придружио Чарли Шин као нови заменик градоначелника Чарли Крофорд. Ликови Ники, Џејмс и Џанел су отписани, а заменио их је асистент Енги Ордонез (Лана Париља).

## Улоге
| Глумац            | Улога                        | Године          | Сезоне                        | Епизоде |
| ----------------- | ---------------------------- | --------------- | ----------------------------- | ------- |
| Мајкл Џеј Фокс    | Мајкл Флахерт                | 1996–2000, 2001 | 1–4, 6 (3 епизоде)            | 103     |
| Карла Гуџино      | Ешли Шефер                   | 1996, 1998      | 1 (12 епизода), 3 (1 епизода) | 13      |
| Ричард Кајнд      | Пол Ласитер                  | 1996–2002       | 1–6                           | 145     |
| Алан Рук          | Стјуарт Бондек               | 1996–2002       | 1–6                           | 140     |
| Мајкл Батман      | Картер Хејвард               | 1996–2002       | 1–6                           | 145     |
| Кони Бритон       | Ники Фабер                   | 1996–2000       | 1–4                           | 100     |
| Александар Чаплин | Џејмс Хоберт                 | 1996–2000       | 1–4                           | 100     |
| Бари Боствик      | Градоначелник Рандал Винстон | 1996–2002       | 1–6                           | 144     |
| Викторија Дилард  | Џанел Купер                  | 1996–2000       | 1 (појављује се), 2–4 (глуми) | 90      |
| Џенифер Еспозито  | Стејси Патерно               | 1997–1999       | 2 и 3                         | 46      |
| Хедер Локлир      | Кејтлин Мур                  | 1999–2002       | 4–6                           | 71      |
| Чарли Шин         | Чарли Крофорд                | 2000–2002       | 5 и 6                         | 45      |
| Лана Париља       | Енги Ордонез                 | 2000–2001       | 5                             | 21      |
| Фејт Принц        | Клаудија Сачс                | 1996–1999, 2000 | 1–3 (појављује се), 5 (гост)  | 21      |
| Пас Рагс          | Пас Рагс                     | 1998–2002       | 3–6 (појављује се)            | 20      |

- Мајкл Флахерт (Мајкл Џеј Фокс) - заменик градоначелника Њујорка, живи у момачком стану и стално балансира између личног живота и посла. Напушта градоначелничку функцију на крају четврте сезоне, након што је преузео кривицу за непознату мафијашку везу коју је имао градоначелник (Фокс је напустио серију због Паркинсонове болести), али се враћа током прве три епизоде шесте сезоне.
- Ешли Шефер (Карла Гуџино) - новинарка током првих 12 епизода. Отписана је кад се серија почела више фокусирати на радно место, али се појавила у једној епизоди треће сезоне.
- Пол Ласитер (Ричард Кајнд) - секретар за штампу у градској скупштини. Често је жртва практичних шала или несретника у градској скупштини. Током серије жени се Клаудијом Сачс, која га у петој сезони напушта да би се замонашила. На крају серије, сели се у нови стан, преко пута Картера и Стјуарта.
- Стјуарт Бондек (Алан Рук) - шеф особља граске скупштине. Нарцисоидан је, није успешан у одржавању везе. На почетку серије се усељава у стан са Картером, што ствара ривалство јер је он хомофобичан и углавном му је неугодно због Картеровог пса и његовог узнемиреног начина живота, иако они на крају постају најбољи пријатељи.
- Картер Хејвард (Мајкл Батман) - шеф градске управе за питања мањина. Његов лик је наишао на позитивну реакцију због тога што је у ТВ серији представљен као истакнути геј црнац. Картер је власник старог самоубилачког пса, по имену Рагс, који умире пред крај серије. Исте сезоне одлучује да ће усвојити бебу; у последњој епизоди дочекује дечака Сема.
- Ники Фабер (Кони Бритон) - сарадник у градској скупштини. Она је самоуверена, расположена и често излази са опасним мушкарцима. Развија везу са Мајклом. Одлази после четврте сезоне из непознатих разлога.
- Џејмс Хоберт (Александар Чаплин) - писац говора у градској скупштини. Приказан је као анксиозан и стидљив, на почетку је заљубљен у Ники. Током четврте сезоне, отпуштен је у корист Кејтлин, која је ангажована у маркетиншкој кампањи, а он је ангажован као Мајклов секретар, и ако су га убедили да је његова позиција ,,заменик заменика градоначелника". Такође, одлази после четврте сезоне из непознатих разлога.
- Градоначелник Рандал Винстон (Бари Боствик) - ,,неспособан" градоначелник Њујорка. У једном тренутку током серије кандидује се за сената, иако се између сезона очигледно предомислио. Ожењен је на почетку серије, али се разводи, а његова бивша супруга пише књигу о животу са градоначелником. Упушта се у везу са својом секретарицом Џанел, током треће сезоне. Током последње сезоне развија однос са судијом Клер Симонс (Фара Фосет), али га оставља на цедилу кад открива да не жели живети живот пред очима јавности.
- Џанел Купер (Викторија Дилард) - Мајклова секретарица током прве сезоне, унапређена је у градоначелникову секретарицу током друге сезоне. Развија однос са градоначелником током треће сезоне.
- Стејси Патерно (Џенифер Еспозито) - заменила је Џанел као Мајклову секретарицу у другој и трећој сезони након што је она постала градоначелникова секретарица. Стејси је из Бруклина, а доказано је да је веома самоуверена, баш као и Ники.
- Кејтлин Мур (Хедер Локлир) - представљена је у серији, у четвртој сезони, како би смањила обим посла Мајклу Џеј Фоксу, након што је објавио да има Паркинсонову болест. Она је менаџер кампање градоначелника Винстона који је одлучио да се кандидује за сенатора. Заузима Џејмсов стари радни сто, док он постаје Мајклов секретар.
- Чарли Крофорд (Чарли Шин) - Мајклова замена за последње две сезоне. И он је плејбој и у почетку се бори са проблематичном прошлошћу и даје све од себе да она не омете његов нови положај. На крају је у вези са Кејтлин. Чарли је, такође, романтично уплетен са Џенифер Данкан, коју је глумела Шинова тадашња супруга, Дениз Ричардс; његовог оца, такође, глуми Шинов стварни отац Мартин Шин.
- Енги Ордонез (Лана Париља) - Чарлијева секретарица. Била је представљена тек у петој сезони, када је Париља напустила сезону мислећи да је њен лик недовољно искоришћен. Током шесте сезоне није приказана ниједна секретарица, а њен радни сто је празан, што наговештава да Чарли више нема секретарицу.

## Епизоде
| Сезона | Сезона | Епизоде | Епизоде | Оригинално емитовање | Оригинално емитовање | Ранг | Оцена |
| Сезона | Сезона | Епизоде | Епизоде | Премијера            | Финале               | Ранг | Оцена |
| ------ | ------ | ------- | ------- | -------------------- | -------------------- | ---- | ----- |
|        | 1.     | 24      | 24      | 17. септембар 1996.  | 13. мај 1997.        | 17   | 11.7  |
|        | 2.     | 24      | 24      | 24. септембар 1997.  | 20. мај 1998.        | Н/Д  | Н/Д   |
|        | 3.     | 26      | 26      | 22. септембар 1998.  | 25. мај 1999.        | 25   | 9.2   |
|        | 4.     | 26      | 26      | 21. септембар 1999.  | 24. мај 2000.        | 24   | 9.1   |
|        | 5.     | 23      | 23      | 18. октобар 2000.    | 23. мај 2001.        | Н/Д  | Н/Д   |
|        | 6.     | 22      | 22      | 25. септембар 2001.  | 30. април 2002.      | Н/Д  | Н/Д   |

## Награде и номинације
Мајкл Џеј Фокс је освојио једну награду Еми за ударне термине, од четири номинације. Серија је освојила четири награде Златни глобус (три за Фокса и једна за Чарли Шина), од девет номинација.

### Награда АЛМА
0 освојено од 2 номинације
| Година | Категорија                               | Номинован | Резултат   | Изгубио од                     | Реф.  |
| ------ | ---------------------------------------- | --------- | ---------- | ------------------------------ | ----- |
| 2001   | Изванредни глумац у телевизијској серији | Чарли Шин | Номинација | Мартин Шин (Западно крило)     | [ 6 ] |
| 2002   | Изванредни глумац у телевизијској серији | Чарли Шин | Номинација | Есај Моралес (Њујоршки плавци) | [ 7 ] |

### Америчке хумористичке награде
0 освојено од 2 номинације
| Година | Категорија                                               | Номинован      | Резултат   | Изгубио од                       | Реф.  |
| ------ | -------------------------------------------------------- | -------------- | ---------- | -------------------------------- | ----- |
| 1999   | Најсмијешнији мушки извођач у мрежи телевизијских серија | Мајкл Џеј Фокс | Номинација | Гари Шендлинг (Шоу Лари Сандерс) | [ 8 ] |
| 2000   | Најсмијешнији мушки извођач у мрежи телевизијских серија | Мајкл Џеј Фокс | Номинација | Реј Романо (Сви воле Рејмонда)   | [ 9 ] |

### Америчко друштво композитора, аутора и издавача
1 освојено од 1 номинације
| Година | Категорија        | Номинован   | Резултат | Реф.   |
| ------ | ----------------- | ----------- | -------- | ------ |
| 1997   | Најбоља ТВ серија | Шели Палмер | Освојено | [ 10 ] |

### Награда друштва
1 освојено од 1 номинације
| Година | Категорија                                    | Номинован    | Резултат | Реф.   |
| ------ | --------------------------------------------- | ------------ | -------- | ------ |
| 1997   | Најбољи кастинг за телевизију, пилот комедија | Бони Финеган | Освојено | [ 11 ] |

### Награда Еми за креативне уметности
1 освојено од 4 номинације
| Година | Категорија                                           | Номинован     | Резултат   | Изгубио од                   | Реф.   |
| ------ | ---------------------------------------------------- | ------------- | ---------- | ---------------------------- | ------ |
| 2000   | Изузетна кинематографија за серију                   | Ричард Кинлан | Освојено   | Питер Смоклер (Спортска ноћ) | [ 12 ] |
| 2000   | Изузетно мешање звука за комедије или посебну серију | Ричард Јакоб  | Номинација | Пол Луис (Али Мекбил)        | [ 12 ] |
| 2001   | Изузетна кинематографија за серију                   | Мајкл Неисер  | Номинација | Тони Аскинс (Вил и Грејс)    | [ 13 ] |
| 2001   | Изузетно уређивање слика за серију                   | Нијл Роџерс   | Номинација | Рон Волк (Фрејжер)           | [ 13 ] |

### Награда Генесис
1 освојено од 1 номинације
| Година | Категорија                                     | Номинован | Резултат | Реф.   |
| ------ | ---------------------------------------------- | --------- | -------- | ------ |
| 1999   | Телевизија - комична серија ,,Ловац на јелене" |           | Освојено | [ 14 ] |

### Медијска награда ГЛААД-а
1 освојено од 3 номинације
| Година | Категорија                     | Номинован | Резултат   | Изгубио од  | Реф.   |
| ------ | ------------------------------ | --------- | ---------- | ----------- | ------ |
| 1997   | Изузетна телевизијска комедија |           | Освојено   |             | [ 15 ] |
| 1998   | Изузетна телевизијска комедија |           | Номинација | Елен        | [ 16 ] |
| 1999   | Изузетна телевизијска комедија |           | Номинација | Вил и Грејс | [ 17 ] |

### Награда Златни глобус
4 освојено од 10 номинација
| Година | Категорија                                                           | Номинован      | Резултат   | Изгубио од                        | Реф. |
| ------ | -------------------------------------------------------------------- | -------------- | ---------- | --------------------------------- | ---- |
| 1997   | Најбољи главни глумац у телевизијској серији - комедији или мјузиклу | Мајкл Џеј Фокс | Номинација | Џон Литгоу (Трећи камен од Сунца) |      |
| 1998   | Најбоља телевизијска серија - комедија или мјузикл                   |                | Номинација | Али Мекбил                        |      |
| 1998   | Најбољи главни глумац у телевизијској серији - комедији или мјузиклу | Мајкл Џеј Фокс | Освојено   |                                   |      |
| 1999   | Најбоља телевизијска серија - комедија или мјузикл                   |                | Номинација | Али Мекбил                        |      |
| 1999   | Најбољи главни глумац у телевизијској серији - комедији или мјузиклу | Мајкл Џеј Фокс | Освојено   |                                   |      |
| 2000   | Најбоља телевизијска серија - комедија или мјузикл                   |                | Номинација | Секс и град                       |      |
| 2000   | Најбољи главни глумац у телевизијској серији - комедији или мјузиклу | Мајкл Џеј Фокс | Освојено   |                                   |      |
| 2000   | Најбоља главна глумица у телевизијској серији - комедија или мјузикл | Хедер Локлир   | Номинација | Сара Џесика Паркер (Секс и град)  |      |
| 2002   | Најбољи главни глумац у телевизијској серији - комедији или мјузиклу | Чарли Шин      | Освојено   |                                   |      |
| 2002   | Најбоља главна глумица у телевизијској серији - комедија или мјузикл | Хедер Локлир   | Номинација | Сара Џесика Паркер (Секс и град)  |      |

### Награде НААЦП за слике
0 освојено од 4 номинације
| Година | Категорија                                 | Номинован    | Резултат   | Изгубио од                             | Реф.   |
| ------ | ------------------------------------------ | ------------ | ---------- | -------------------------------------- | ------ |
| 1998   | Изузетни споредни глумац у серији комедија | Мајкл Батман | Номинација | Алфонсо Рибеиро (У кући)               | [ 18 ] |
| 1999   | Изузетни споредни глумац у серији комедија | Мајкл Батман | Номинација | Седрик Те Ентертајнер (Стив Харви Шоу) | [ 19 ] |
| 2000   | Изузетни споредни глумац у серији комедија | Мајкл Батман | Номинација | Седрик Те Ентертајнер (Стив Харви Шоу) | [ 20 ] |
| 2001   | Изузетни споредни глумац у серији комедија | Мајкл Батман | Номинација | Седрик Те Ентертајнер (Стив Харви Шоу) | [ 21 ] |

### Награде по избору деце
0 освојено од 2 номинације
| Година | Категорија                  | Номинован      | Резултат   | Изгубио од                  | Реф. |
| ------ | --------------------------- | -------------- | ---------- | --------------------------- | ---- |
| 1997   | Омиљени телевизијски глумац | Мајкл Џеј Фокс | Номинација | Тим Ален (Сам свој мајстор) |      |
| 2000   | Омиљени телевизијски глумац | Мајкл Џеј Фокс | Номинација | Кенан Томпсон (Све то)      |      |

### Награде Удружења за филм и телевизију
0 освојено од 7 номинација
| Година | Категорија                              | Номинован         | Резултат   | Изгубио од                            | Реф.   |
| ------ | --------------------------------------- | ----------------- | ---------- | ------------------------------------- | ------ |
| 1997   | Најбоља нова серија комедија            |                   | Номинација | Краљ брда                             | [ 22 ] |
| 1997   | Најбоља нова тематска песма у серији    | Шели Палмер       | Номинација | Марк Сноу (Миленијум)                 | [ 22 ] |
| 1997   | Најбољи низ наслова у серији            |                   | Номинација | Сабрина, вештица тинејџерка           | [ 22 ] |
| 1998   | Најбољи главни глумац у серији комедије | Мајкл Џеј Фокс    | Номинација | Келси Грамер (Фрејжер)                | [ 23 ] |
| 1999   | Најбољи главни глумац у серији комедије | Мајкл Џеј Фокс    | Номинација | Ерик Макормак (Вил и Грејс)           | [ 24 ] |
| 1999   | Најбољи гост глумац у серији комедије   | Лу Дајмонд Филипс | Номинација | Вилијам Шатнер (Трећи камен од Сунца) | [ 24 ] |
| 2000   | Најбољи главни глумац у серији комедије | Мајкл Џеј Фокс    | Номинација | Реј Романо (Сви воле Рејмонда)        | [ 25 ] |

### Награда Еми за ударне термине
1 освојена од 4 номинације
| Година | Категорија                                 | Номинован      | Резултат   | Изгубио од                        | Реф. |
| ------ | ------------------------------------------ | -------------- | ---------- | --------------------------------- | ---- |
| 1997   | Изванредни главни глумац у серији комедија | Мајкл Џеј Фокс | Номинација | Џон Литгоу (Трећи камен од Сунца) |      |
| 1998   | Изванредни главни глумац у серији комедија | Мајкл Џеј Фокс | Номинација | Келси Грамер (Фрејжер)            |      |
| 1999   | Изванредни главни глумац у серији комедија | Мајкл Џеј Фокс | Номинација | Џон Литгоу (Трећи камен од Сунца) |      |
| 2000   | Изванредни главни глумац у серији комедија | Мајкл Џеј Фокс | Освојено   |                                   |      |

### Награда Сателит
0 освојено од 5 номинација
| Година | Категорија                                            | Номинован      | Резултат   | Изгубио од                        | Реф. |
| ------ | ----------------------------------------------------- | -------------- | ---------- | --------------------------------- | ---- |
| 1997   | Најбоља телевизијска серија - комедија или мјузикл    |                | Номинација | Лари Сандерс Шоу                  |      |
| 1997   | Најбољи главни глумац у серији - комедија или мјузикл | Мајкл Џеј Фокс | Номинација | Џон Литгоу (Трећи камен од Сунца) |      |
| 1998   | Најбоља телевизијска серија - комедија или мјузикл    |                | Номинација | Фрејжер                           |      |
| 1998   | Најбољи главни глумац у серији - комедија или мјузикл | Мајкл Џеј Фокс | Номинација | Келси Грамер (Фрејжер)            |      |
| 1999   | Најбољи главни глумац у серији - комедија или мјузикл | Мајкл Џеј Фокс | Номинација | Дру Кери (Дру Кери Шоу)           |      |

### Награда Удружења филмских глумаца
2 освојена од 2 номинације
| Година | Категорија                                         | Номинован      | Резултат | Реф. |
| ------ | -------------------------------------------------- | -------------- | -------- | ---- |
| 1999   | Изузетна представа мушког глумца у серији комедије | Мајкл Џеј Фокс | Освојено |      |
| 2000   | Изузетна представа мушког глумца у серији комедије | Мајкл Џеј Фокс | Освојено |      |

### Награда за ТВ водич
0 освојено од 2 номинације
| Година | Категорија                       | Номинован      | Резултат   | Изгубио од                  | Реф.   |
| ------ | -------------------------------- | -------------- | ---------- | --------------------------- | ------ |
| 1999   | Омиљени глумац у серији комедије | Мајкл Џеј Фокс | Номинација | Тим Ален (Сам свој мајстор) | [ 26 ] |
| 2000   | Омиљени глумац у серији комедије | Мајкл Џеј Фокс | Номинација | Дејвид Пирс (Фрејжер)       | [ 27 ] |

## Домаћи медији
Издат је ДВД Сви градоначелникови људи са свих шест сезона у региону један  (САД / Канада).
Године 2003. објављена су два комплета, оба садрже по једанаест епизода. Свих двадесет-две епизоде узете су из четири сезоне са Фоксом, а свака почиње кратким интервјуом у којем описује шта му се свиђа у епизоди. У интервјуима из 2003. године, Фокс показује симптоме своје непрестане болести. Обе ДВД кутије садрже бонус материјал са ТВ рекламама за прикупљање средстава за истраживање Паркинсонове болести, у којима главну улогу имају Сви градоначелникови људи.
| Назив ДВД-а                       | Еп# | Датум изласка     |
| --------------------------------- | --- | ----------------- |
| Комплетна прва сезона             | 24  | 4. новембар 2008  |
| Комплетна друга сезона            | 24  | 28. април 2009    |
| Комплетна трећа сезона            | 26  | 3. новембар 2009  |
| Комплетна четврта сезона          | 26  | 15. фебруар 2011  |
| Комплетна пета сезона             | 23  | 16. август 2011   |
| Комплетна шеста и последња сезона | 22  | 13. децембар 2011 |